# 別所信号場
別所信号場（べっしょしんごうじょう）は、埼玉県さいたま市南区関一丁目にある東日本旅客鉄道（JR東日本）武蔵野線（貨物支線）の信号場である。

## 歴史
- 1973年（昭和48年）4月1日：日本国有鉄道（国鉄）の信号場として開業[1]。
- 1987年（昭和62年）4月1日：国鉄分割民営化により、JR東日本の信号場となる[1]。

## 構造
西浦和駅より与野駅方向に約1.3kmにある武蔵野線大宮支線の信号場。西浦和駅方より武蔵浦和駅からの短絡線（西浦和支線）が合流する。周辺概略図の通り、本信号場は「複線分岐型」の信号場である。本信号場と西浦和駅・武蔵浦和駅の分岐により、デルタ線（三角線）が形成されている。
線路は信号場北にあるトンネル入口まで高架となっている。武蔵浦和からの線路は西浦和から大宮方向へ向かう線路と立体交差になっており、合流時に反対方向の列車を支障することはない。西浦和・武蔵浦和方分岐点は中浦和駅の南側、与野方合流点は中浦和駅の北側にある。
分岐器（ポイント）の操作は、全て西浦和駅(浦和西営業統括センター)が行っている。

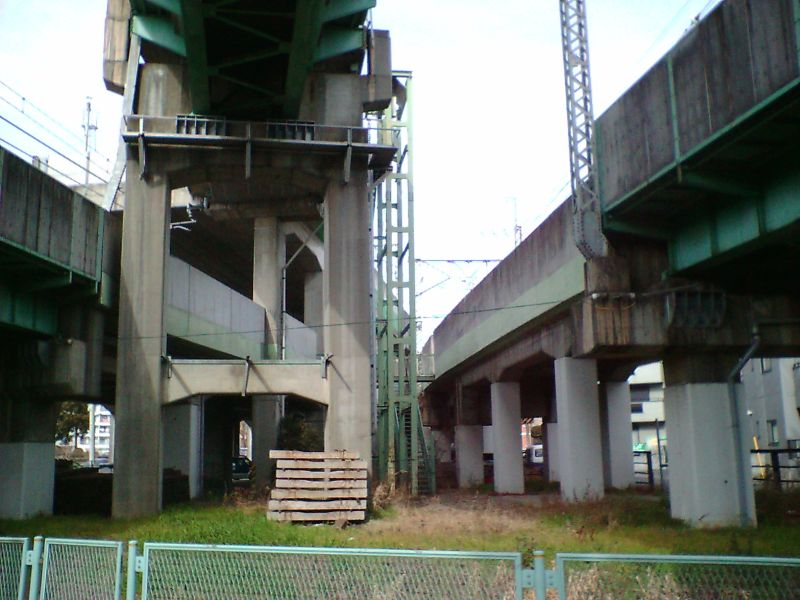
西浦和方分岐点（2005年2月）
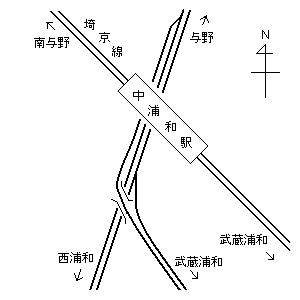
周辺概略図（新幹線は埼京線と並行しているため省略）

## 周辺
埼京線中浦和駅の直下に設置されている。順序としては当信号場の直上に中浦和駅が建設されたことになる。

## 営業キロについて
大宮支線のみ営業キロが設定されており、西浦和支線に関しては1987年（昭和62年）4月1日をもって営業キロのみが廃止されている。国鉄分割民営化前に販売された鉄道雑誌等には田島信号場（現在の武蔵浦和駅構内扱い）からの営業キロが記載されており、終点も与野駅ではなく大宮操駅（現・大宮操車場）である。
なお、JR東日本では大宮支線の営業キロを旅客運賃計算上使用しておらず、当信号場を通過する大宮支線・西浦和支線経由の旅客列車（むさしの号・しもうさ号）を利用する場合、武蔵浦和駅または北朝霞駅以西まで利用の場合は与野本町駅・武蔵浦和駅経由、南浦和駅以東まで利用の場合は浦和駅・南浦和駅経由の営業キロで旅客運賃を計算する。

## 隣の施設
東日本旅客鉄道（JR東日本）
武蔵野線（大宮支線）
西浦和駅 - 別所信号場 - 与野駅
武蔵野線（西浦和支線）
武蔵浦和駅 - 別所信号場 - 与野駅